# Xã Brecknock, Quận Berks, Pennsylvania
Xã Brecknock (tiếng Anh: Brecknock Township) là một xã thuộc quận Berks, tiểu bang Pennsylvania, Hoa Kỳ. Năm 2010, dân số của xã này là 4.585 người.